# Tatort: Tod eines Einbrechers
Tod eines Einbrechers ist eine Folge der ARD-Krimireihe Tatort. Die vom Südwestfunk (SWF) produzierte Episode wurde erstmals am 16. März 1975 in der ARD ausgestrahlt. Es ist der dritte Fall mit Kommissar Gerber aus Baden-Baden.

## Handlung
Während Harald Oppermann auf Dienstreise ist, lässt seine Frau Birgit ihren Liebhaber Rolf Frick, einen Geschäftspartner ihres Mannes, bei sich in ihrer Villa übernachten. Als sie von einem Einbrecher überrascht werden und dieser Birgit Oppermann angreift, töten sie ihn, bringen den Leichnam weg und vertuschen den Einbruch. Später fordert ein anonymer Erpresser 50.000 DM von Harald Oppermann. Er scheint etwas von dem Einbruch zu wissen und fälschlicherweise Harald Oppermann damit in Zusammenhang zu bringen. Als dieser die Forderungen ignorieren will, beschließen Birgit Oppermann und Frick das Geld selber zu zahlen, Harald umzubringen und die Tat dem Erpresser anzuhängen. Nach dem Mord müssen sie jedoch feststellen, dass Harald Oppermann selbst der vermeintliche Erpresser war. Er kam durch Ungereimtheiten bei dem vertuschten Einbruch dem heimlichen Paar auf die Schliche und wollte die beiden auf diese Weise testen. Da Harald Oppermann das Geld mit einem entsprechenden Vermerk auf das Konto Fricks zurückgezahlt hat, kann Gerber die beiden überführen.

## Sonstiges
Bei ihrer Erstausstrahlung erreichte die Folge einen Marktanteil von 57,00 %.

## Kritik
TV Spielfilm gab den Daumen nach oben und bemerkte: „Immer noch kein Fall für die Mottenkiste.“